# Elimaea caricifolia
Elimaea caricifolia är en insektsart som först beskrevs av Wilhem de Haan 1842.  Elimaea caricifolia ingår i släktet Elimaea och familjen vårtbitare. Inga underarter finns listade i Catalogue of Life.